# Dooby
Dooby是一位個人勢虛擬YouTuber及直播主，於2024年10月26日開始活動。她亦曾擔任數部動畫的擬聲音效設計。

## 形象
Dooby的角色設計者為Oro、3D設計為Yoolie。其角色設定為一隻沙漠跳鼠，被流星擊中後化為人形，搭上在沙漠中行駛的火車，並且在列車上擔任列車操作員。

## 活動歷史
在作爲Dooby出道之前，她之前以sachi的身份爲人所知，是一名射擊遊戲實況主，自我介绍提到自2014年就开始游戏直播互动。
她也是一位擬聲音效設計師，負責過《Lost in Oz》、《星際異攻隊》和《蜘蛛人》等動畫影集的效果聲音設計。
2024年10月21日，Dooby在X上開始活動。同年10月26日在Youtube上以3D模型進行首次直播。

## 外部連結
- 官方网站（英文）
- YouTube上的Dooby頻道
- Dooby的X（前Twitter）
- Dooby的Twitch频道